# Sossio de Miseno
San Sossio, también conocido como Sosio o Sosso (Miseno, 275 – Pozzuoli, 19 de septiembre de 305) es un santo y mártir venerado por la Iglesia católica. Es uno de los siete mártires de Pozzuoli que fueron decapitados durante la persecución de Diocleciano en la Solfatara.

## Biografía
En varias passiones, Sossio es recordado como un diácono joven, carismático y brillante de la comunidad cristiana de Miseno, importante puerto del Imperio romano y base naval de la Armada. Provenía de una conocida familia de libreros en su rama romana y de prefectos en la flégrea. Su reputación se había extendido incluso en las comunidades griegas y africanas, como atestiguan, respectivamente, la admiración de Teodosio, obispo de Tesalónica, y una obra de Quodvultdeus, obispo de la diócesis de Cartago. Cuando la persecución de Diocleciano llegó a Campania, Sossio figuró entre los primeros cristianos en ser encarcelados, siendo llevado a la cercana Pozzuoli y torturado para que renegara de la fe.
El obispo Jenaro de Nápoles, quien tenía con Sossio un fuerte vínculo de amistad y tal vez parentesco, aún sabiendo que se exponía a un grave peligro, fue a visitarlo a la cárcel junto a los diáconos Desiderio y Festo; en esa ocasión, el mismo Jenaro y sus compañeros fueron arrestados por los soldados del gobernador de la ciudad, que los reconocieron en el camino. Todos fueron condenados ad bestias en el Anfiteatro de Pozzuoli; sin embargo, una serie de eventos considerados milagrosos no permitieron que se ejecutara la sentencia de muerte. Por eso, fueron llevados al Forum Vulcani (la Solfatara) y decapitados el 19 de septiembre de 305, junto a Próculo, diácono de Pozzuoli, y a los laicos Eutiquio y Acucio, quienes habían criticado la condena impuesta a los cuatro. A los siete se los conoce como "los mártires de Pozzuoli".

## Culto
El 23 de septiembre de 305, el cuerpo de Sossio fue llevado a Miseno y enterrado en el campo de un cristiano de nombre Marcos, en la Vía Antiniana. Posteriormente, fue traslado a la basílica erigida en su honor en Miseno. La destrucción de la ciudad a manos de los sarracenos dio lugar a la migración de la población hacia el interior de Campania, con la subsiguiente fundación de Frattamaggiore; aquí los refugiados llevaron consigo el culto de Sossio, que se convirtió en el Santo patrón de esta localidad napolitana.
A los principios del siglo X, los benedictinos encontraron sus restos mortales entre las ruinas de la basílica de Miseno y los llevaron al monasterio de San Severino en Nápoles, donde ya reposaba el cuerpo de San Severino de Nórico. Gracias a ellos, el culto de San Sossio se extendió por Campania, Lacio y hasta África. En 1807, debido a la supresión de los monasterios durante los años de la invasión napoleónica, el arzobispo Michele Arcangelo Lupoli hizo trasladar los cuerpos de los santos Sossio y Severino a la Basílica de San Sossio Levita y Mártir de Frattamaggiore.
San Sossio no solo es el patrono de Frattamaggiore, sino también de San Sossio Baronia (Avellino), donde se conserva una reliquia del santo donada por Frattamaggiore, con la que San Sossio Baronia es hermanada, y de Falvaterra (Frosinone).
El santo es venerado también en la actual Miseno, fracción del municipio de Bacoli (Nápoles), y en la iglesia de San Sosio en Castro dei Volsci (Frosinone), situada en la homónima fracción de esta ciudad. San Sossio da el nombre a la comuna francesa de Saint-Sozy.